# Nikola Šaranović
Nikola Šaranović (czarnog. Никола Шарановић; ur. 23 listopada 1968 w Titogradzie) – czarnogórski strzelec, dwukrotny olimpijczyk, uczestnik mistrzostw świata i Europy.

## Kariera
Specjalizował się w strzelaniach pistoletowych. Dwukrotny uczestnik igrzysk olimpijskich (IO 2008, IO 2012). Na zawodach w Pekinie zajął 40. miejsce w pistolecie pneumatycznym z 10 m, wyprzedzając 7 sklasyfikowanych zawodników, oraz ostatnie 44. miejsce w pistolecie dowolnym z 50 m (wyłączając Kim Jong-su, którego zdyskwalifikowano za doping). W drugiej z tych konkurencji zajął również ostatnie miejsce na igrzyskach w Londynie (38. pozycja), ponadto był 41. w pistolecie pneumatycznym z 10 m, osiągając lepszy rezultat od 3 zawodników. Šaranović jest pierwszym strzelcem reprezentującym Czarnogórę, który wziął udział w igrzyskach olimpijskich.
Šaranović jest wielokrotnym uczestnikiem mistrzostw świata, mistrzostw Europy i zawodów Pucharu Świata. Na mistrzostwach świata najwyższe miejsce osiągnął na turnieju w 2010 roku, kiedy uplasował się na 43. miejscu w pistolecie dowolnym z 50 m (startowało 70 strzelców). Podczas mistrzostw kontynentu najlepsze miejsce zajął jako reprezentant Jugosławii – był 23. w 2003 roku w tej samej konkurencji (wśród 58 zawodników). W Pucharze Świata był m.in. na 28. miejscu w pistolecie pneumatycznym z 10 m w 2008 roku. 
W 2020 roku posiadacz rekordu Czarnogóry w pistolecie pneumatycznym z 10 m (586 pkt.). Medalista mistrzostw Czarnogóry. W pistolecie pneumatycznym zdobył m.in. złoto w 2015, 2016 i 2017 roku, srebro w 2014 i 2018 roku, a także brąz w 2021 roku.
Strzelectwo zaczął uprawiać w 1984 roku. Jest żonaty, ma czworo dzieci. Z zawodu jest policjantem.

## Wyniki

### Igrzyska olimpijskie
| Igrzyska    | Konkurencja                 | Wynik                        | Miejsce | Źródło |
| ----------- | --------------------------- | ---------------------------- | ------- | ------ |
| Pekin 2008  | Pistolet dowolny, 50 m      | 535 pkt. (89–88–87–90–93–88) | 44      | [ 2 ]  |
| Pekin 2008  | Pistolet pneumatyczny, 10 m | 570 pkt. (94–96–92–96–96–96) | 40      | [ 1 ]  |
| Londyn 2012 | Pistolet dowolny, 50 m      | 524 pkt. (83–84–90–88–91–88) | 38      | [ 3 ]  |
| Londyn 2012 | Pistolet pneumatyczny, 10 m | 565 pkt. (92–93–96–96–93–95) | 41      | [ 4 ]  |